# Conraua robusta
Espèce
Statut de conservation UICN

 VU B1ab(iii)+2ab(iii) : Vulnérable
Conraua robusta est une espèce d'amphibiens de la famille des Conrauidae.

## Répartition
Cette espèce se rencontre entre 750 et 1 400 m d'altitude :
- dans l'ouest du Cameroun ;
- dans le sud-est du Nigeria.

## Publication originale
- Nieden, 1908 : Die Amphibienfauna von Kamerun. Mitteilungen aus dem Zoologischen Museum in Berlin, vol. 3, p. 491-518 (texte intégral).